# オレグ・マスカエフ
オレグ・マスカエフ（Oleg Maskaev、1969年3月2日 - ）は、カザフスタン出身のロシア人プロボクサー。元WBC世界ヘビー級王者。「The Big O（ビッグ・オー）」と呼ばれている。

## 来歴
モルドヴィン人の両親のもとカザフスタンのタラズで生まれる。1999年にアメリカへ移住、2004年にアメリカの市民権を取得。2006年12月9日にロシアの市民権を取得した。
1980年代に当時のソビエト連邦でアマチュアとして活動。1994年の広島アジア大会ではスーパーヘビー級で金メダルを獲得した。
1993年4月17日、カザフスタンでプロデビュー。だが、旧社会主義国圏のカザフスタンではプロボクシングの環境が整っておらず、直ぐに主戦場をアメリカに移す。
1995年9月29日、初代PABAヘビー級王座決定戦でニコライ・カルピンと対戦し、3-0（120-111、118-113、117-113）の判定勝ちを収め初代PABAヘビー級王者となった。 
1997年4月5日、デビッド・トゥアの持つWBCインターコンチネンタルヘビー級王座に挑戦するが11回TKO負け。
1998年10月2日、PABAヘビー級王座決定戦でトアキパ・タセファと対戦し、1回1分15秒KO勝ちを収め王座を再獲得した。
1999年にはアメリカに移住し、私生活含めプロボクシングに専念する環境を整えた。
2001年3月10日、WBCアメリカ大陸王者ランス・ウィテカーと対戦し、2回1分3秒KO負けを喫し王座獲得に失敗した。
2005年11月12日、シーナン・サミル・サムを判定で下しWBCインターコンチネンタルヘビー級王座とWBC世界ヘビー級王座への指名挑戦権を獲得した。
2006年8月12日、WBC世界ヘビー級王者ハシーム・ラクマンとの因縁の対戦を12回TKO勝ちを収め王座獲得に成功した。
2006年12月10日、モスクワのオリンピスキー・スポーツ・コンプレックスでMG・ピーター（緑）と対戦し、3-0の大差判定で初防衛に成功した。この試合はロシアで開催された初の世界ヘビー級タイトルマッチとなった。
2008年3月8日、暫定王者サミュエル・ピーター（ナイジェリア）と王座統一戦を行い、6回2分56秒KO負けを喫し王座統一に失敗、王座から陥落すると共に正規王座をピーターに明け渡した。
2012年12月30日、引退から復帰、約4年10ヶ月ぶりの試合。ロシアでオーウェン・ベックと対戦し3回TKO勝利を収める。
2013年11月04日、ロシアでダニー・ウィリアムスと対戦し10回判定勝利を収める。

## 獲得タイトル
- PABAヘビー級王座
- WBCインターナショナルヘビー級王座
- WBC世界ヘビー級王座（防衛1)